# オスカル・トレホ
オスカル・ギド・トレホ（スペイン語: Óscar Guido Trejo、1988年4月26日 - ）は、アルゼンチンのサッカー選手。ラージョ・バジェカーノ所属。ポジションはFWまたはMF。

## クラブ歴
ボカ・ジュニアーズの下部組織に在籍し、トップチームでも1試合に出場した。
2006年12月末にRCDマヨルカに買われたが、この時点でプロ契約を締結していなかったので国際サッカー連盟に移籍の可否が問われる事となったが、無事に移籍出来た。2007年4月8日のリーガ・エスパニョーラ・ヘタフェCF戦で90分に投入されて初出場となったが、アディショナルタイムに得点を決める鮮烈なデビューとなった。その後も控えとしての立ち位置が続いたが、コパ・デル・レイではレアル・マドリード相手に決勝点を決めた。2009-10シーズンにセグンダ・ディビシオンのエルチェCFに期限付き移籍。2010年8月15日に同じくセグンダ・ディビシオンのラージョ・バジェカーノに期限付き移籍した。2011-12シーズンはスポルティング・デ・ヒホンに移籍し1部に返り咲いたが、クラブが降格した。
2012年夏にはプレミアリーグのウェストハム・ユナイテッドFCが彼の獲得に興味を示したが、この移籍は成立しなかった。結局翌2013年夏にリーグ・アンのトゥールーズFCに4年契約で移籍した。
2017年6月21日に6年ぶりにラージョ・バジェカーノに復帰、これは同クラブのフットボール・ディレクターに就任したダビド・コベーニョの初仕事となった。

## タイトル
ボカ・ジュニアーズ
- プリメーラ・ディビシオン: 2005アペルトゥーラ, 2006クラウスーラ

ラージョ・バジェカーノ
- セグンダ・ディビシオン: 2017-18